# 岩切城
岩切城（いわきりじょう）は、宮城県仙台市宮城野区岩切にあった峻険な日本の城（山城）。高森山にあることから、別名を高森城（たかもりじょう）という。周辺は高森山公園として整備されている。

## 立地・構造
東西約500メートル、南北約400メートルの天険の地を城域としており、標高106メートルの高森山の尾根を3段ないし4段に削平して中心となる曲輪を設け、峰続きの台地や谷を隔てた丘陵や台地の各所にも曲輪を置いて掘割を造って防御をかためている。
大震災により一部の遺構が崩れたが、現在は復元された。

## 歴史・沿革
岩切は陸奥国府・多賀城から西に約1里（約4km）に位置し、七北田川と奥大道とが交差する陸奥国の交通の要衝である。古代の岩切には多数の市場ができ、東北地方最大の商業地域となった。
南北朝時代の初期、後醍醐天皇が皇子・義良親王（後の後村上天皇）を陸奥守、北畠顕家らとともに陸奥国府・多賀城へ派遣すると、多賀城に陸奥将軍府が樹立された。現地、東北武士の代表者は伊達行朝と結城宗広である。奥羽軍は京都で北朝方の足利尊氏らと戦い、尊氏を九州へ敗走させた。さらに奥羽軍は、二度目の畿内遠征を敢行した。しかし、このとき、奥州管領の岩切城主・畠山国氏、同じく奥州管領・吉良貞家は、北朝方として多賀城を攻撃し、義良親王一向を多賀城から福島県伊達郡霊山へ追いやった。
ところが、北朝では足利尊氏と弟・足利直義が仲間割れをし、観応の擾乱となった。尊氏方の畠山国氏は直義方の吉良貞家と岩切城合戦を行った。畠山国氏は吉良貞家に敗れ岩切城は落城。畠山国氏は自害して果てた。
一方、弟・足利直義を殺して観応の擾乱に勝利を収めた足利尊氏は、霊山から出撃した奥羽軍の畿内遠征を白河で食い止めると、多賀城を再び攻略した。尊氏は京都を奪回し、後醍醐天皇は吉野へ逃れた。こうして、多賀国府を舞台とした奥羽地方政権は、完全に崩壊した。なお、後醍醐天皇は死に際し、義良親王に皇位を譲っている。
南北朝時代から室町時代を経て戦国時代にかけての岩切城は、留守氏の居城として知られ、その所領は現在の岩切、利府、多賀城の一帯である。岩切城はその間、留守氏によって少しずつ整備が進められたものと考えられる。
元亀年間（1570年 - 73年）、留守政景（伊達政景）は居城を利府城に移し、岩切城は廃城となった。
1982年（昭和57年）8月、岩切城跡は国の史跡に指定された。

## 高森山公園
岩切城跡周辺は高森山公園として整備されており、県民の森の一角を占める。山頂から山あいにかけて約400本のサクラがあり桜の名所となっているほか、秋の紅葉狩りでも知られ、仙台市の「杜の都・仙台 令和版 わがまち緑の名所100選」に選ばれている。

## 観光

### 所在地
- 仙台市宮城野区岩切
- 宮城郡利府町神谷沢

### アクセス
- JR東日本東北本線岩切駅下車